# Homokkavicsok
A Homokkavicsok vagy A kavicsos homok (eredeti cím: The Sand Pebbles) 1966-ban bemutatott amerikai háborús film, melyet Robert Wise rendezett. A forgatókönyvet Robert Anderson írta, Richard McKenna 1962-es The Sand Pebbles című regényéből. A főbb szerepekben Steve McQueen, Richard Attenborough, Richard Crenna, Candice Bergen, Marayat Andriane, Mako és Larry Gates látható.
Az eredeti forgatókönyv 1962-ben íródott. A filmet 1965. november 22-én kezdték forgatni. A forgatási időt 9 hétre tervezték, ám végül 7 hónapig tartott. 
A történet Hongkongban és Tajvanon játszódik. A kilenc hétre tervezett forgatás többször leállt, köztük a karácsonyi szünet, a gyakori esőzés, illetve McQueen fogbetegsége miatt. Végül hét hónap alatt fejezték be a munkálatokat.
1966. december 20-án mutatták be. McQueen a bemutató után a következőt nyilatkozta: „Ha valaha is tettem valami rosszat az életben, akkor a film készítése alatt már rég visszakaptam, s most megérdemlek egy kis szünetet.” A művet nyolc Oscar-díjra jelölték.

## Cselekmény
A film az 1920-as években játszódik a polgárháborús Kínában, a Homokkavicsok nevű amerikai ágyúnaszád fedélzetén. A történet középpontjában a rasszizmus és a gyarmatosítás kérdése áll.

## Szereplők
| Szerep            | Színész                             | Magyar hang |
| ----------------- | ----------------------------------- | ----------- |
| Jake Holman       | Steve McQueen                       |             |
| Frenchy Burgoyne  | Richard Attenborough                |             |
| Collins kapitány  | Richard Crenna                      |             |
| Shirley Eckert    | Candice Bergen                      |             |
| Mally             | Marayat Andriane (Emmanuelle Arsan) |             |
| Po-Han            | Mako (Makoto Iwamatsu)              |             |
| Jameson           | Larry Gates                         |             |
| Bordelles zászlós | Charles Robinson                    |             |

## Fordítás
- Ez a szócikk részben vagy egészben  a   The Sand Pebbles (film) című angol Wikipédia-szócikk ezen változatának fordításán alapul.  Az eredeti cikk szerkesztőit annak laptörténete sorolja fel. Ez a jelzés csupán a megfogalmazás eredetét és a szerzői jogokat jelzi, nem szolgál a cikkben szereplő információk forrásmegjelöléseként.